# Виробництво кави в Демократичній Республіці Конго

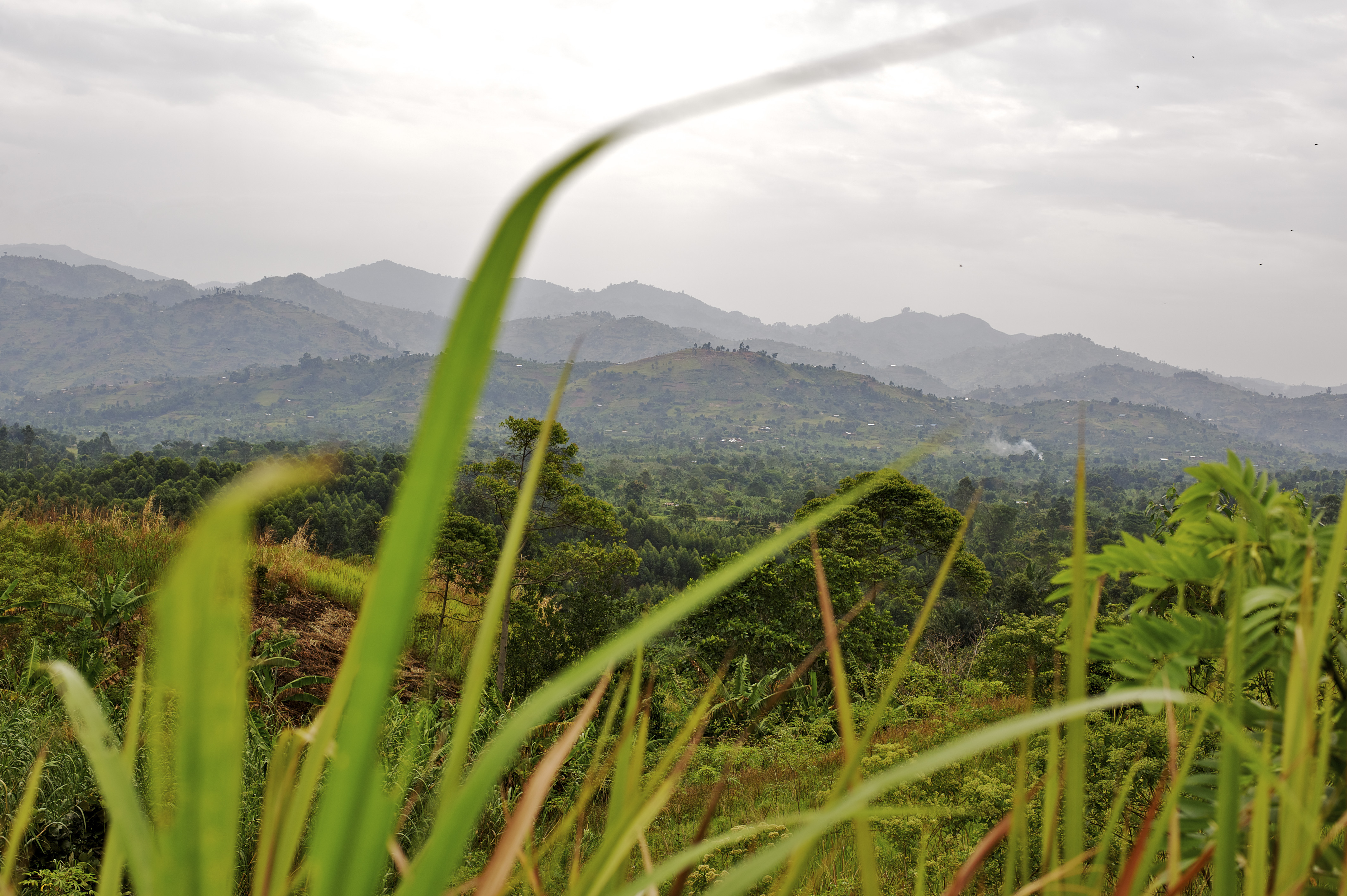
Кавова плантація ДРК

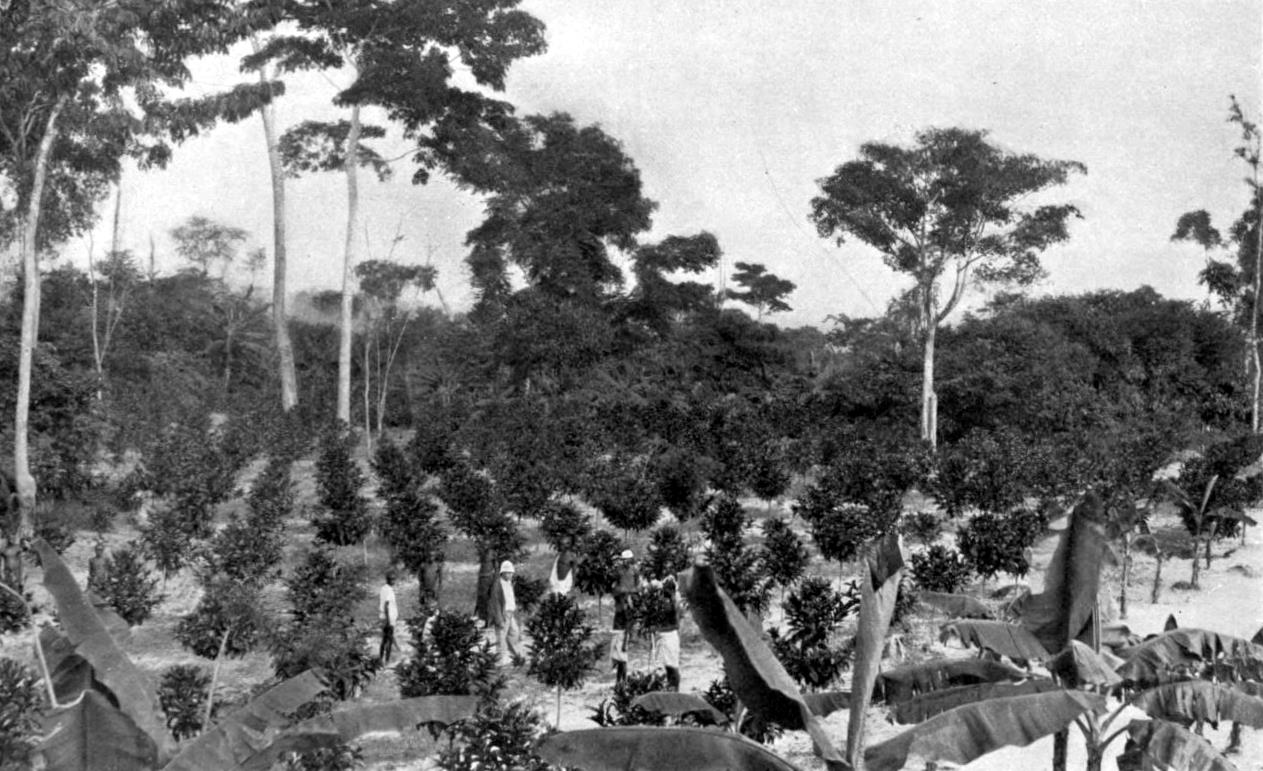
Кавова плантація в Ялікомбі, Східна провінція, до 1905 року

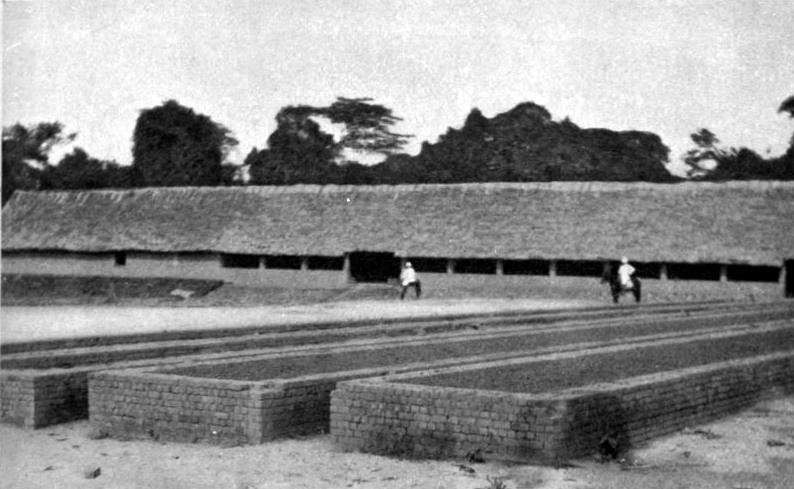
Кавова гуща, Coquilhatville, до 1905 року

Виробництво кави в Демократичній Республіці Конго (ДРК) зосереджене переважно в провінціях озера Ківу. У країні близько 11 000 фермерів, які вирощують два основних сорти кави — робусту й арабіку.

## Фермери та кооперативи
У 2013 році в Демократичній Республіці Конго було понад 11 000 фермерів, які вирощують каву. Кооперативні асоціації, такі як Furaha, Muungano та Sopacdi, є цінними партнерами для виробників кави у продажі та дистрибуції.

## Види
У ДРК вирощують багато сортів кави, але двома основними видами є робуста, яка вирощується в основному на північному сході країни, наприклад в Ісіро та в низинах Убангі, Уеле, Ківу, Касаї та Нижнє Конго; і світліші сорти арабіки, які вирощують на високих висотах у Ківу та Ітурі. На частку арабіки припадає п'ята частина всього виробництва кави.

## Виробництво
До 1989 року експорт кави досяг максимуму в 121 235 метричних тонн (119 320 довгих тонн), але він різко скоротився в період 1994—2003 років, можливо, через громадянські війни 1997 і 1998 років. Хвороба кавового в'янення також вплинула на зростання в деяких областях. Після підписання мирної угоди в грудні 2002 року, після закінчення громадянської війни, виробництво кави зросло до 40 642 метричних тонн (40 000 довгих тонн) у 2003 році з показника 32 514 метричних тонн (32 000 довгих тонн) у 2002 році. У 2006 році виробництво кави в перерахунку на 60 кілограмів (130 фунтів) мішків становило 100 000 мішків арабіки та 470 000 мішків робусти. Загальний експорт становив 400 000 мішків по 60 кілограмів, але до 2010 року виробництво кави все ще становило 6 096 метричних тонн (6 000 довгих тонн), що менше ніж на 10 % від того, що було 20 років тому, у 1989 році 121 235 метричних тонн (119 320 довгих тонн).
У 2012 році уряд запустив програму відновлення кавового сектору під назвою «Стратегічний документ відновлення кавового сектору на 2011—2015 роки» та передбачив бюджет у розмірі 100 мільйонів доларів США. Було підраховано, що пакет стимулюючих заходів призведе до збільшення виробництва на 120 000 тонн до 2015 року. У травні 2017 року SOPACDI виграв світовий рекорд SPP (www.spp.org) як найкраща ароматна кава року. Компанія вже вдруге отримує цю нагороду, попередня — у 2014 році.